# Eric Stone
Eric Stone (* 22. Februar 1946 in Derby) ist ein ehemaliger britischer  Radrennfahrer.

## Sportliche Laufbahn
Stone war Spezialist für Querfeldeinrennen (heutige Bezeichnung Cyclocross), bestritt aber auch Rennen im Straßenradsport. Stone wechselte im Juniorenalter von der Leichtathletik zum Radsport und schaffte in kurzer Zeit den Sprung in die britische Nationalmannschaft. Als Amateur wurde er 1969 bei den nationalen Meisterschaften im Querfeldeinrennen Dritter.
1971 wurde er Berufsfahrer und blieb bis 1973 als Radprofi aktiv. Danach startete er wieder als Amateur. 1977 löste Stone erneut eine Profilizenz und fuhr bis 1982 Profirennen. Als Berufsfahrer wurde er 1969 und 1973 Dritter der britischen Meisterschaft, 1971 wurde er Vize-Meister. Bei den Cyclocross-Weltmeisterschaften der Amateure wurde er 1969 22. Bei den Cyclocross-Weltmeisterschaften der Profis wurde Stone 1970 20., 1971 15., 1973 16., 1979 10., 1980 28., 1981 19. und 1983 25.
Stone gewann eine Vielzahl an Querfeldeinrennen, alle auf der britischen Insel. Stone war mit Keith Mernickle und John Atkins der dominierende Fahrer im britischen Querfeldeinsport seiner Zeit. Auf der Straße gewann er einige Kriterien. Nach seiner sportlichen Karriere übersiedelte Stone nach Australien.